# Ron Waterman
Ron Waterman (ur. 23 listopada 1965 w Greeley) − amerykański wrestler oraz zawodnik mieszanych sztuk walki (MMA) w latach 1999-2008. Były mistrz World Extreme Cagefighting w wadze superciężkiej z 2003 roku.

## Kariera zapaśnicza
Waterman już w college'u trenował zapasy z sukcesami. Do 2002 roku występował w WWE tocząc pojedynki m.in. z Brockiem Lesnarem czy Randym Ortonem. Od 2003 związał się z japońską federacją wrestlerską New Japan Pro Wrestling gdzie w 2005 roku wygrał turniej Ultimate Royal.

## Kariera MMA
Równolegle do walk we wrestlingu, Waterman walczył w MMA. Jego debiut przypadł w 1999 roku na gali organizowanej przez Basa Ruttena. Owe imprezy miały na celu kreować nowych zawodników, pozwalając im zdobyć doświadczenie w MMA jak i zarobić trochę pieniędzy. Waterman wygrał cały turniej w swojej kategorii wagowej, rozprawiając się z trzema rywalami w dwie i pół minuty. Zwycięstwo w tym mini-turnieju pozwoliło Watermanowi nawiązać współpracę z rozwijającą się w tamtym czasie organizacją Ultimate Fighting Championship. 7 maja 1999, na gali UFC 20 w Alabamie, Waterman udanie zadebiutował w UFC nokautując rywala w niespełna 30 sekund. Dla UFC stoczył jeszcze trzy pojedynki notując ostatecznie bilans 2-1-1 po czym odszedł z organizacji.
Lata 2000-2005 to największe sukcesy Watermana. Walczył na prestiżowych japońskich galach PRIDE FC, Pancrase i mierzył się wtedy z topowymi zawodnikami jak Kengo Watanabe, Valentijn Overeem, Kevin Randleman, Mirko Filipović czy Tsuyoshi Kohsaka, ulegając tylko dwóm ostatnim. W 2003 roku zdobył tytuł mistrza WEC w wadze superciężkiej nokautując James Nevareza w 3. rundzie. Pas obronił 2 lata później w 2005 zwyciężając innego weterana ringów i klatek Ricco Rodrigueza na punkty.
Rok później zmierzył się w rewanżowym starciu z Rodriguezem na gali nowo-powstałej federacji World Fighting Alliance. Waterman w rewanżu uległ Rodriguezowi, zostając poważnie obitym w pierwszej rundzie pojedynku i niedopuszczonym w przerwie przez lekarza do kontynuowania walki. W 2007 roku stoczył tylko jeden pojedynek wygrywając w Teksasie z Mario Rinaldim przez TKO.
Waterman udanie rozpoczął 2008 rok, zdobywając mistrzowski pas hawajskiej organizacji X-1 gdzie poddał rywala kluczem na rękę. Swoją ostatnią walkę na dużej imprezie stoczył 14 czerwca, na Elite Xtreme Combat uległ przez TKO Dave'owi Hermanowi. Ostatecznie karierę zakończył po wygranym pojedynku w rodzinnym Kolorado (29 listopada 2008) poddając duszeniem rękoma Marka Smitha.

## Po zakończeniu kariery
Waterman jest znanym trenerem, pomagał w przygotowaniach m.in. Shane'owi Carwinowi do jego walk w UFC. Posiada czarny pas w brazylijskim jiu-jitsu. Jest również członkiem Team Impact Motivational Group, gdzie motywuje słuchaczy do pracy nad sobą poprzez sport.

## Osiągnięcia
- 2008: X-1 - mistrz w wadze ciężkiej
- 2003-2005: World Extreme Cagefighting - mistrz w wadze superciężkiej
- 2005: New Japan Pro Wrestling - wygrana w turniej Ultimate Royal